# Мантисалка саламанская
Мантисалка саламанская (лат. Mantisalca salmantica) — вид травянистых растений семейства астровых.
Стебли до 150 см, прямостоячие, рифленые, как правило, разветвленные от основания. В течение первого года жизни развивается розетка мохнатых листьев. Листья базальные продолговатые, 10-25 см, стеблевые от линейных до ланцетных, от зубчатых для перисто-рассечённых. Лепестки фиолетовые (реже белые). Плоды (семянки) около 3 мм в длину (без челки), тёмно-коричневого цвета.
Растёт вокруг Средиземного моря, в том числе в Израиле, Марокко и на Майорке (Балеарские острова), но исключая Корсику и Крит. Вид был завезён локально на юго-запад Соединенных Штатов (Калифорния и Аризона). Выбирает засушливые, бесплодные, сухие канавы и сухие каменистые места обитания.
Цветение и плодоношение с мая по декабрь.

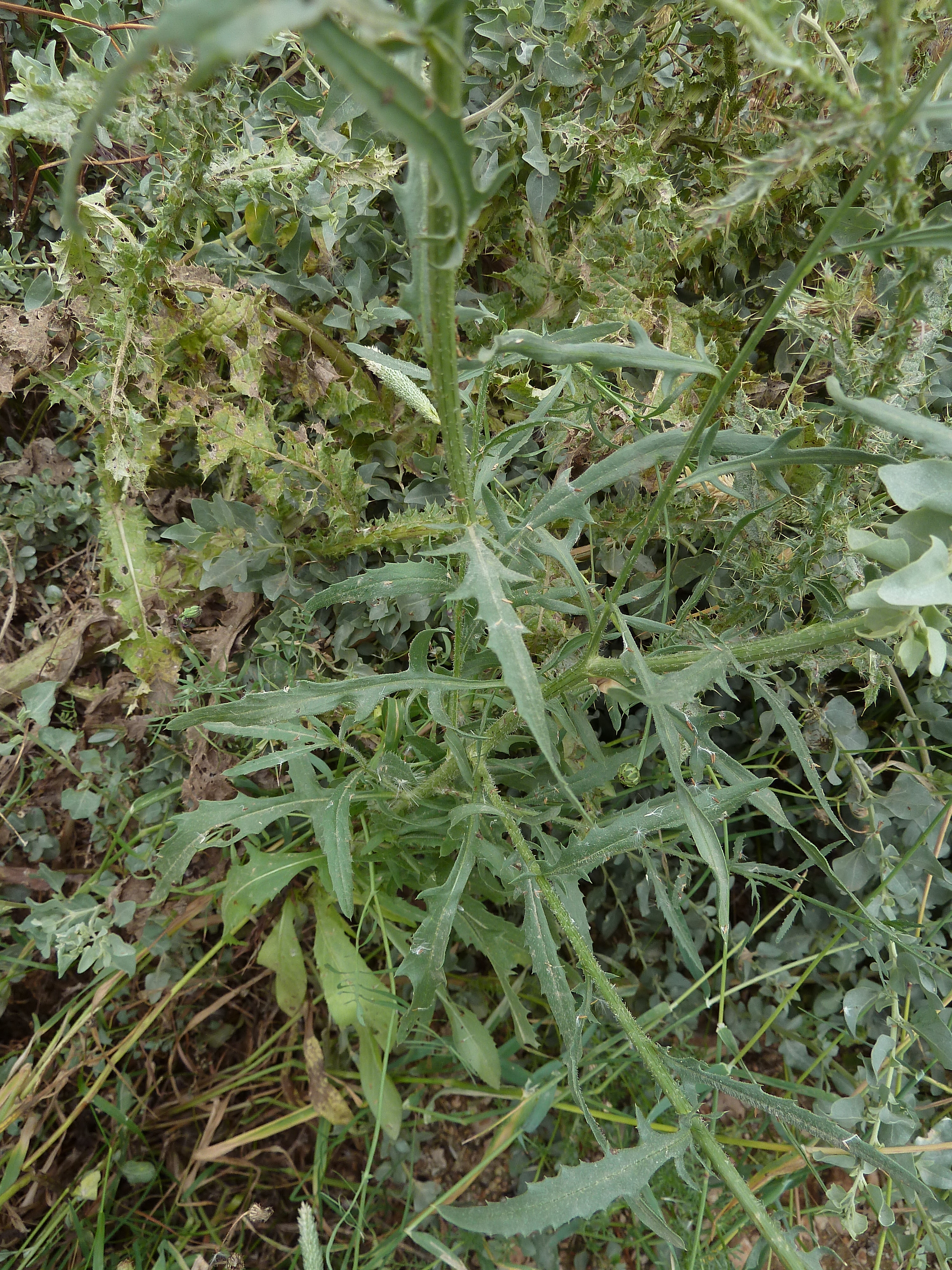
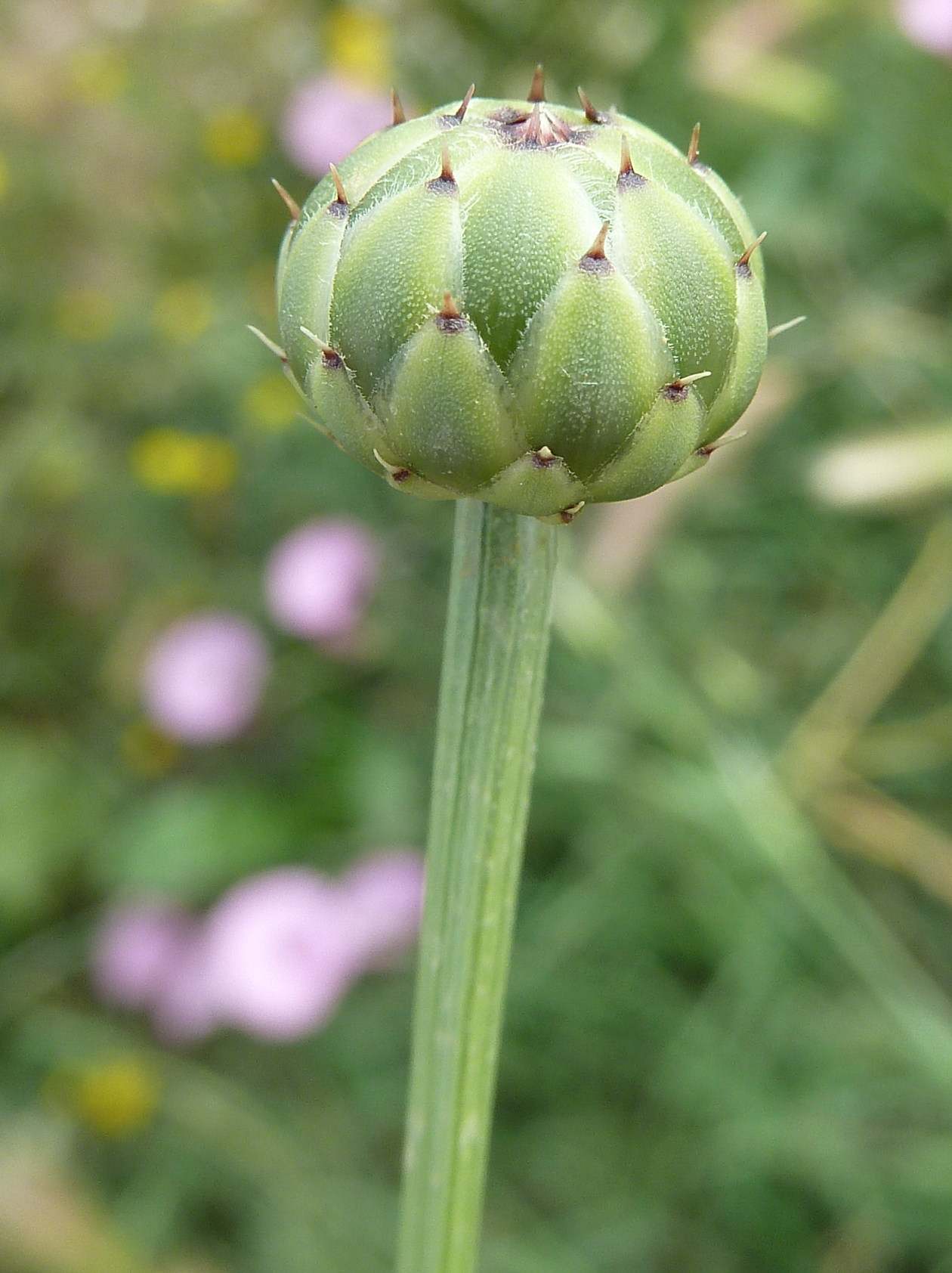
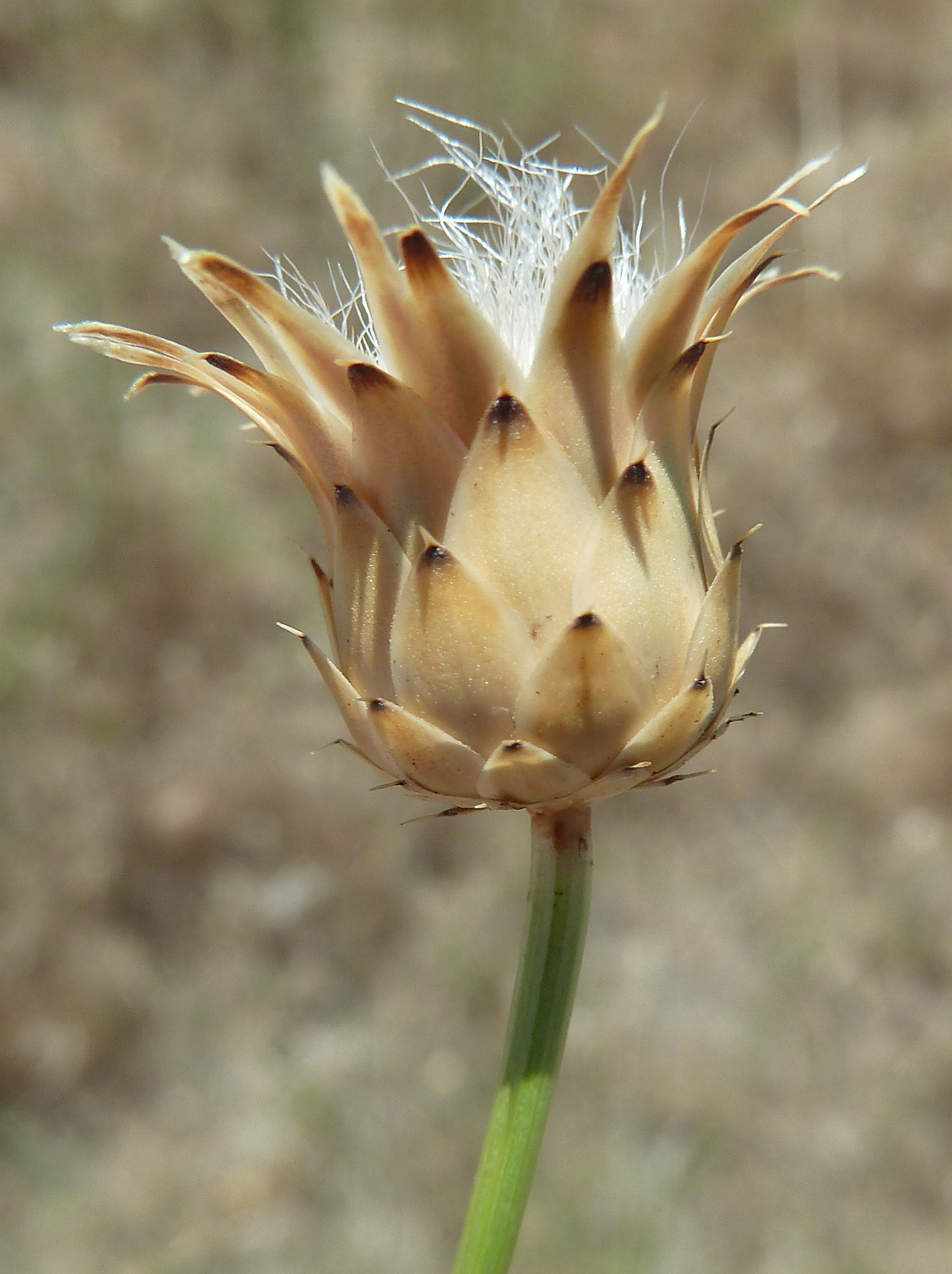
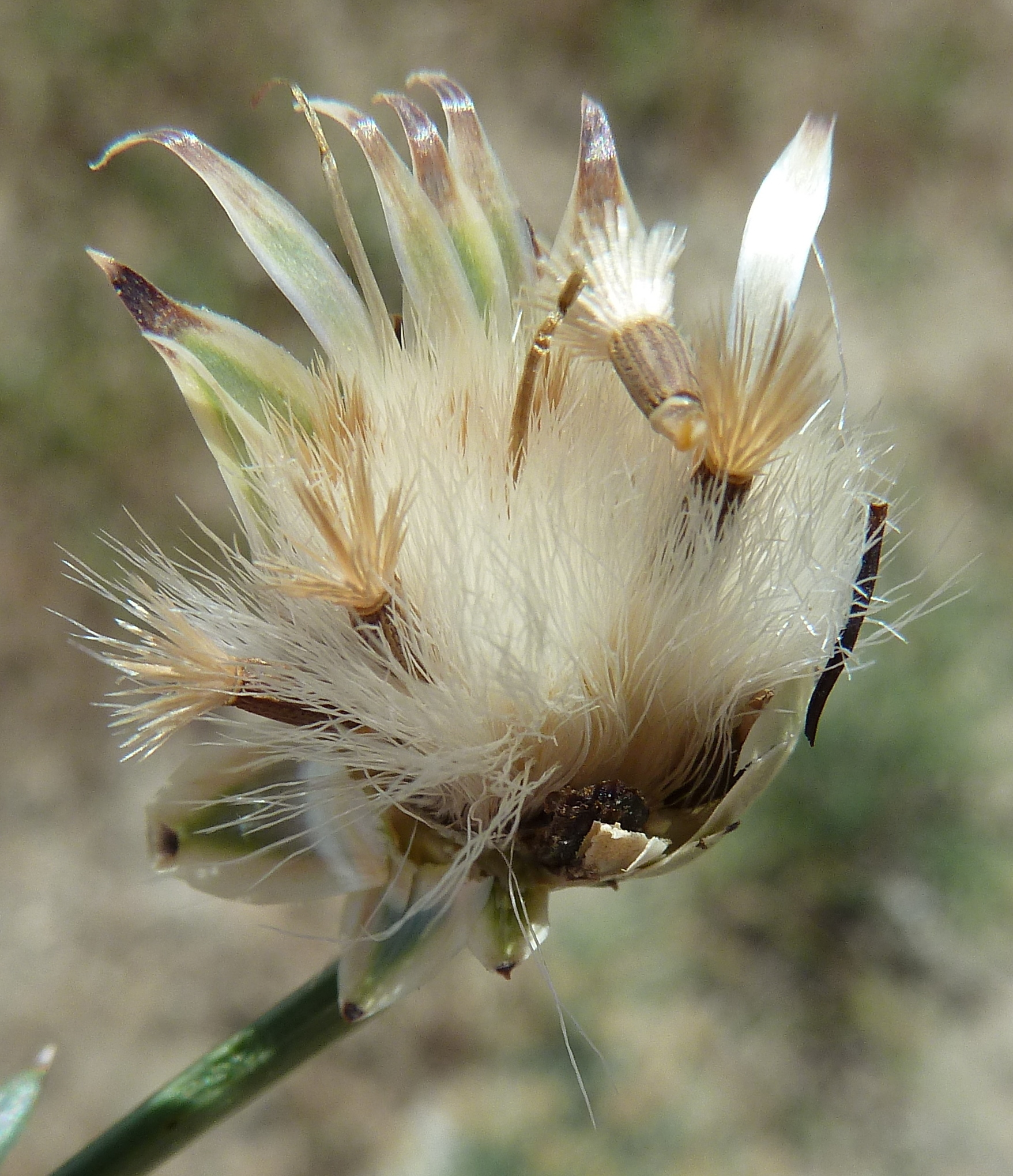
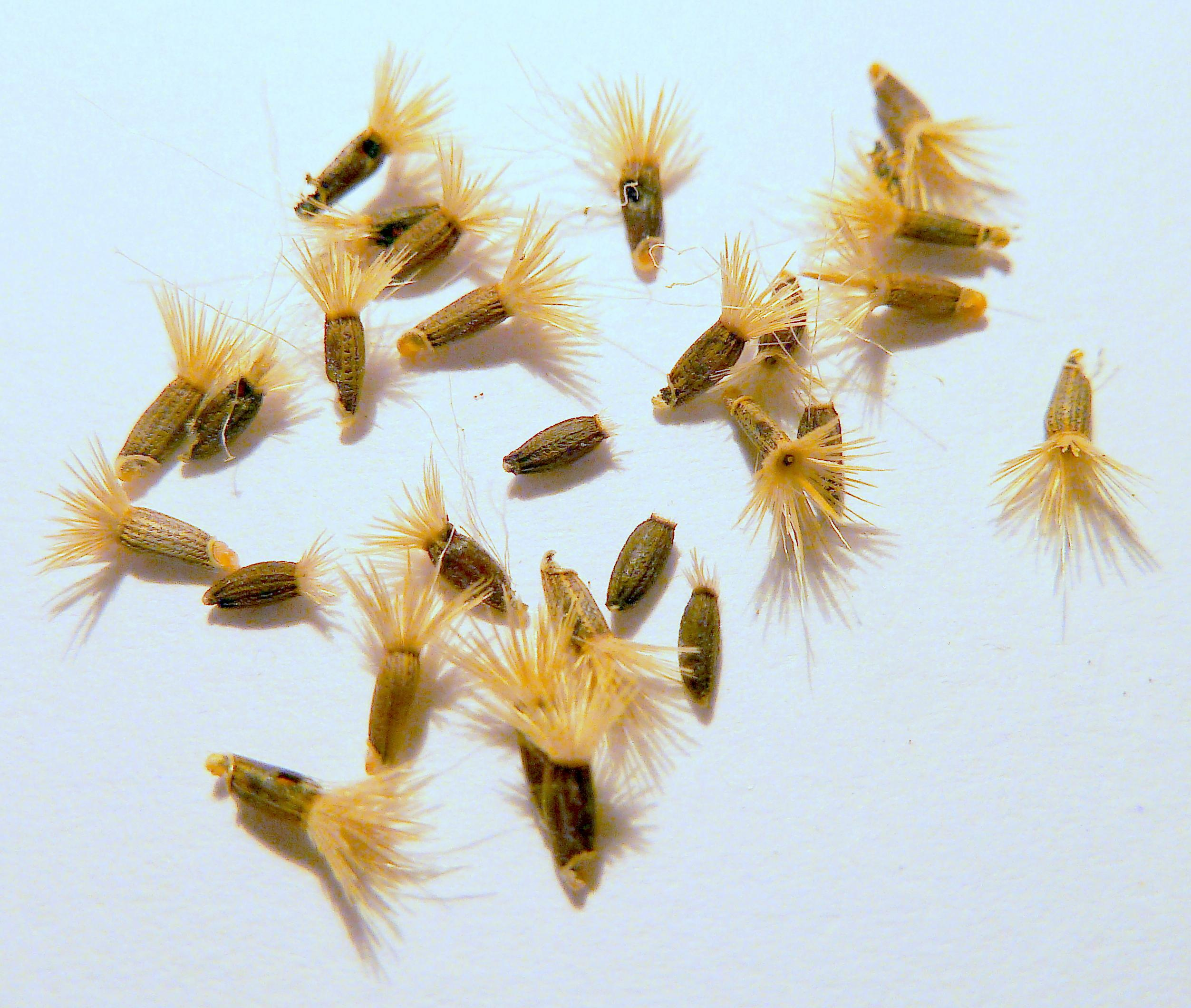